# Diskografie Kimbry
Toto je seznam vydané diskografie novozélándské zpěvačky Kimbry.

## Alba

### Studiová alba
| Název                                                                                   | Detaily o albu                                          | Umístění v hitparádách | Umístění v hitparádách | Umístění v hitparádách | Umístění v hitparádách | Umístění v hitparádách | Umístění v hitparádách | Umístění v hitparádách | Umístění v hitparádách | Umístění v hitparádách | Umístění v hitparádách | Certifikace                       |
| Název                                                                                   | Detaily o albu                                          | NZ                     | AUS                    | BEL (FL)               | BEL (WA)               | CAN                    | GER                    | NLD                    | POL                    | UK                     | US                     | Certifikace                       |
| --------------------------------------------------------------------------------------- | ------------------------------------------------------- | ---------------------- | ---------------------- | ---------------------- | ---------------------- | ---------------------- | ---------------------- | ---------------------- | ---------------------- | ---------------------- | ---------------------- | --------------------------------- |
| Vows                                                                                    | - Vydáno: 29. srpna 2011 - Vydavatelství: Warner Bros.  | 3                      | 4                      | 135                    | 185                    | 24                     | 83                     | 95                     | 23                     | 108                    | 14                     | - ARIA: Platinum - RMNZ: Platinum |
| The Golden Echo                                                                         | - Vydáno: 19. srpna 2014 - Vydavatelství: Warner Bros.  | 5                      | 5                      | —                      | —                      | —                      | —                      | —                      | —                      | —                      | 43                     |                                   |
| Primal Heart                                                                            | - Vydáno: 20. dubna 2018 - Vydavatelství: Warner Bros.  | 12                     | 31                     | —                      | —                      | —                      | —                      | —                      | —                      | —                      | 179                    |                                   |
| A Reckoning                                                                             | - Vydáno: 27. ledna 2023 - Vydavatelství: samovydavatel | —                      | —                      | —                      | —                      | —                      | —                      | —                      | —                      | —                      | —                      |                                   |
| Idols & Vices (Vol. 1)                                                                  | - Vydáno: 25. září 2024 - Vydavatelství: samovydavatel  | —                      | —                      | —                      | —                      | —                      | —                      | —                      | —                      | —                      | —                      |                                   |
| "—" značí, že se nahrávka neumístila v hitparádách nebo v tomto území ani nebyla vydána |                                                         |                        |                        |                        |                        |                        |                        |                        |                        |                        |                        |                                   |

### Remixová alba
| Název        | Detaily o albu                                        |
| ------------ | ----------------------------------------------------- |
| Vows Remixes | - Vydáno: 2. října 2012 - Vydavatelství: Warner Bros. |

## Extended play
| Název                               | Detaily o albu                                         |
| ----------------------------------- | ------------------------------------------------------ |
| Songs from Primal Heart: Reimagined | - Vydáno: 26. října 2018 - Vydavatelství: Warner Bros. |

## Singly

### Jako hlavní umělkyně
| Název                                                                                   | Rok  | Umístění v hitparádách | Umístění v hitparádách | Umístění v hitparádách | Umístění v hitparádách | Umístění v hitparádách | Album                  |
| Název                                                                                   | Rok  | NZ                     | AUS                    | BEL (FL) Tip           | JPN                    | POL                    | Album                  |
| --------------------------------------------------------------------------------------- | ---- | ---------------------- | ---------------------- | ---------------------- | ---------------------- | ---------------------- | ---------------------- |
| "Deep for You"                                                                          | 2005 | —                      | —                      | —                      | —                      | —                      | Singly bez alb         |
| "Simply on My Lips"                                                                     | 2007 | —                      | —                      | —                      | —                      | —                      | Singly bez alb         |
| "Settle Down"                                                                           | 2010 | 37                     | —                      | —                      | —                      | 29                     | Vows                   |
| "Cameo Lover"                                                                           | 2011 | —                      | —                      | —                      | —                      | —                      | Vows                   |
| "Good Intent"                                                                           | 2011 | —                      | 98                     | 35                     | —                      | —                      | Vows                   |
| "Warrior" (feat. Mark Foster a A-Trak)                                                  | 2012 | 22                     | —                      | 57                     | —                      | —                      | Vows                   |
| "Two Way Street"                                                                        | 2012 | —                      | —                      | —                      | —                      | 45                     | Vows                   |
| "Come into My Head"                                                                     | 2012 | —                      | —                      | —                      | —                      | —                      | Vows                   |
| "90s Music"                                                                             | 2014 | —                      | —                      | —                      | —                      | —                      | The Golden Echo        |
| "Miracle"                                                                               | 2014 | —                      | —                      | —                      | 37                     | 58                     | The Golden Echo        |
| "Goldmine"                                                                              | 2015 | —                      | —                      | —                      | —                      | —                      | The Golden Echo        |
| "Sweet Relief"                                                                          | 2016 | —                      | —                      | —                      | —                      | —                      | Singl bez alb          |
| "Everybody Knows"                                                                       | 2017 | —                      | —                      | —                      | —                      | —                      | Primal Heart           |
| "Top of the World" (sólo nebo feat. Snoop Dogg)                                         | 2017 | —                      | —                      | —                      | —                      | —                      | Primal Heart           |
| "Human"                                                                                 | 2018 | —                      | —                      | —                      | —                      | —                      | Primal Heart           |
| "Version of Me" (sólo nebo feat. Dawn Richard)                                          | 2018 | —                      | —                      | —                      | —                      | —                      | Primal Heart           |
| "Like They Do on the TV"                                                                | 2018 | —                      | —                      | —                      | —                      | —                      | Primal Heart           |
| "Lightyears"                                                                            | 2019 | —                      | —                      | —                      | —                      | —                      | Primal Heart           |
| "Save Me"                                                                               | 2022 | —                      | —                      | —                      | —                      | —                      | A Reckoning            |
| "Replay!"                                                                               | 2022 | —                      | —                      | —                      | —                      | —                      | A Reckoning            |
| "Foolish Thinking" (feat. Ryan Lott)                                                    | 2023 | —                      | —                      | —                      | —                      | —                      | A Reckoning            |
| "Possession"                                                                            | 2023 | —                      | —                      | —                      | —                      | —                      | A Reckoning (Deluxe)   |
| "The Robin"                                                                             | 2023 | —                      | —                      | —                      | —                      | —                      | A Reckoning (Deluxe)   |
| "Different Story"                                                                       | 2023 | —                      | —                      | —                      | —                      | —                      | A Reckoning (Deluxe)   |
| "Stuff I Don't Need" (feat. Banks)                                                      | 2024 | —                      | —                      | —                      | —                      | —                      | Idols & Vices (Vol. 1) |
| "Demi God" (feat. Sahtyre)                                                              | 2024 | —                      | —                      | —                      | —                      | —                      | Idols & Vices (Vol. 1) |
| "—" značí, že se nahrávka neumístila v hitparádách nebo v tomto území ani nebyla vydána |      |                        |                        |                        |                        |                        |                        |

### Jako vedlejší umělkyně
| Název                                                                                     | Rok  | Umístění v hitparádách | Umístění v hitparádách | Umístění v hitparádách | Umístění v hitparádách | Umístění v hitparádách | Umístění v hitparádách | Umístění v hitparádách | Umístění v hitparádách | Umístění v hitparádách | Umístění v hitparádách | Certifikace | Album                      |
| Název                                                                                     | Rok  | NZ                     | AUS                    | AUT                    | BEL (FL)               | CAN                    | GER                    | IRE                    | NLD                    | UK                     | US                     | Certifikace | Album                      |
| ----------------------------------------------------------------------------------------- | ---- | ---------------------- | ---------------------- | ---------------------- | ---------------------- | ---------------------- | ---------------------- | ---------------------- | ---------------------- | ---------------------- | ---------------------- | --- | -------------------------- |
| "Asleep in the Sea" (As Tall As Lions feat. Kimbra)                                       | 2009 | —                      | —                      | —                      | —                      | —                      | —                      | —                      | —                      | —                      | —                      | | You Can't Take It with You |
| "I Look to You" (Miami Horror feat. Kimbra)                                               | 2010 | —                      | —                      | —                      | —                      | —                      | —                      | —                      | —                      | —                      | —                      | | Illumination               |
| "Somebody That I Used to Know" (Gotye feat. Kimbra)                                       | 2011 | 1                      | 1                      | 1                      | 1                      | 1                      | 1                      | 1                      | 1                      | 1                      | 1                      | - RMNZ: 5× Platinum - ARIA: 22× Platinum - BEA: 4× Platinum - BPI: 5× Platinum - BVMI: 4× Platinum - IFPI AUT: 2× Platinum - RIAA: 14× Platinum | Making Mirrors             |
| "Flies" (Of God feat. Kimbra)                                                             | 2011 | —                      | —                      | —                      | —                      | —                      | —                      | —                      | —                      | —                      | —                      | | Grey March                 |
| "Made to Love" (John Legend feat. Kimbra)                                                 | 2013 | —                      | —                      | —                      | —                      | —                      | —                      | —                      | —                      | —                      | —                      | | Love in the Future         |
| "Team, Ball, Player, Thing" (#KiwisCureBatten feat. Lorde, Kimbra, Brooke Fraser, et al.) | 2015 | 2                      | —                      | —                      | —                      | —                      | —                      | —                      | —                      | —                      | —                      | | Singl bez alb              |
| "Brother Sun" (Electric Wire Hustle feat. Kimbra)                                         | 2015 | —                      | —                      | —                      | —                      | —                      | —                      | —                      | —                      | —                      | —                      | | Aeons EP                   |
| "Where the Down Bit Starts" (Great Danes feat. Kimbra)                                    | 2016 | —                      | —                      | —                      | —                      | —                      | —                      | —                      | —                      | —                      | —                      | | Great Danes EP             |
| "White Feathers" (SLOWOLF feat. Kimbra)                                                   | 2016 | —                      | —                      | —                      | —                      | —                      | —                      | —                      | —                      | —                      | —                      | | White Feathers EP          |
| "Bitten by the Apple" (Big Black Delta feat. Kimbra)                                      | 2016 | —                      | —                      | —                      | —                      | —                      | —                      | —                      | —                      | —                      | —                      | | Trágame Tierra             |
| "Montreal" (What So Not feat. Kimbra)                                                     | 2016 | —                      | —                      | —                      | —                      | —                      | —                      | —                      | —                      | —                      | —                      | | Divide & Conquer           |
| "Belong" (Fyfe feat. Kimbra)                                                              | 2017 | —                      | —                      | —                      | —                      | —                      | —                      | —                      | —                      | —                      | —                      | | The Space Between          |
| "Ice Cold" (Half Alive featuring Kimbra)                                                  | 2019 | —                      | —                      | —                      | —                      | —                      | —                      | —                      | —                      | —                      | —                      | | Now, Not Yet               |
| "In My Bones" (Jacob Collier feat. Kimbra a Tank and the Bangas)                          | 2020 | —                      | —                      | —                      | —                      | —                      | —                      | —                      | —                      | —                      | —                      | | Djesse Vol. 3              |
| "Design" (Cory Wong feat. Kimbra)                                                         | 2020 | —                      | —                      | —                      | —                      | —                      | —                      | —                      | —                      | —                      | —                      | | The Striped Album          |
| "Gone" (Son Lux feat. Kimbra)                                                             | 2021 | —                      | —                      | —                      | —                      | —                      | —                      | —                      | —                      | —                      | —                      | | Singl bez alb              |
| "Tired, Nervous & Broke!" (JPEGMafia feat. Kimbra)                                        | 2021 | —                      | —                      | —                      | —                      | —                      | —                      | —                      | —                      | —                      | —                      | | LP!                        |
| "Bad Habit" (Scary Pockets feat. Kimbra)                                                  | 2023 | —                      | —                      | —                      | —                      | —                      | —                      | —                      | —                      | —                      | —                      | | Singl bez alb              |
| "Wasting Time" (Llucid feat. Kimbra)                                                      | 2023 | —                      | —                      | —                      | —                      | —                      | —                      | —                      | —                      | —                      | —                      | | Deep Blue Dreams           |
| "Keen" (feat. Dram)                                                                       | 2024 | —                      | —                      | —                      | —                      | —                      | —                      | —                      | —                      | —                      | —                      | | Idols & Vices (Vol. 1)     |
| "—" značí, že se nahrávka neumístila v hitparádách nebo v tomto území ani nebyla vydána   |      |                        |                        |                        |                        |                        |                        |                        |                        |                        |                        | |                            |

## Další umístěné písně
| Název                                                                                   | Rok  | Umístění v hitparádě | Album           |
| Název                                                                                   | Rok  | NZ Hot               | Album           |
| --------------------------------------------------------------------------------------- | ---- | -------------------- | --------------- |
| "Nobody but You"                                                                        | 2014 | 9                    | The Golden Echo |
| "Love in High Places"                                                                   | 2014 | 13                   | The Golden Echo |
| "The Good War"                                                                          | 2018 | 3                    | Primal Heart    |
| "—" značí, že se nahrávka neumístila v hitparádách nebo v tomto území ani nebyla vydána |      |                      |                 |

## Videoklipy
| Název                                  | Rok  | Režisér                            |
| -------------------------------------- | ---- | ---------------------------------- |
| "Cameo Lover"                          | 2011 | Guy Franklin                       |
| "Good Intent"                          | 2011 | Guy Franklin                       |
| "Settle Down"                          | 2011 | Guy Franklin                       |
| "Come into My Head"                    | 2012 | Guy Franklin                       |
| "Warrior" (feat. Mark Foster a A-Trak) | 2012 | Daniels                            |
| "Two Way Street"                       | 2012 | Matthew Rolston                    |
| "90s Music"                            | 2014 | Justin Francis                     |
| "Miracle"                              | 2014 | Thom Kerr                          |
| "Goldmine"                             | 2015 | Chester Travis a Timothy Armstrong |
| "Sweet Relief"                         | 2016 | Phillip David Stearns              |
| "Everybody Knows"                      | 2017 | Guy Franklin                       |
| "Top of the World"                     | 2017 | Guy Franklin                       |
| "Human"                                | 2018 | Gregor Nicholas                    |
| "Version of Me"                        | 2018 | Micaiah Carter                     |
| "Like They Do on the TV"               | 2018 | Chester Travis                     |
| "Lightyears"                           | 2019 | Chester Travis                     |
| "save me"                              | 2022 | Yvan Fabing                        |
| "replay!"                              | 2022 | Colin Solal Cardo                  |
| "foolish thinking"                     | 2023 | Alex Cook                          |
| "Different Story"                      | 2023 | Patrick Rowe                       |